# Kaiser-Fleetwings A-39
Kaiser-Fleetwings A-39 là một dự án của Kaiser-Fleetwings vào giai đoạn 1942-1943, dự án này nghiên cứu máy bay cường kích trang bị động cơ Pratt & Whitney R-2800.

## Tính năng kỹ chiến thuật
Dữ liệu lấy từ Johnson 2012
Đặc tính tổng quát
- Kíp lái: 1
- Chiều dài: 42 ft 9 in (13,03 m)
- Sải cánh: 55 ft 9 in (16,99 m)
- Trọng lượng cất cánh tối đa: 20.500 lb (9.299 kg)
- Động cơ: 1 × Pratt & Whitney R-2800 , 2.100 hp (1.600 kW)

Vũ khí trang bị